# 李明国
李 明国（リ・ミョングク、리명국、1986年9月9日 - ）は、朝鮮民主主義人民共和国・平壌市出身の元サッカー選手。元朝鮮民主主義人民共和国代表。ポジションはGK。

## 来歴
2006年に平壌市体育団に加入、チームの主力となる。翌年には21歳にして北朝鮮代表に選出され、2008年の東アジアサッカー選手権では最優秀GKに選ばれる活躍を見せる。
2010 FIFAワールドカップ・アジア予選では全16試合中15試合に出場し、北朝鮮の44年ぶり本大会出場に貢献した。本大会ではグループリーグ全3試合に出場するが、3戦全敗12失点という結果に終わった。
大韓民国では、世界的に知られたイタリアのゴールキーパーであるジャンルイジ・ブッフォンになぞらえて「ブクフォン（북폰）」（「북」は「北」の意）とあだ名されている。

## 代表歴

### 出場大会
- 北朝鮮代表
  - 2010 FIFAワールドカップ

### 試合数
- 国際Aマッチ 116試合 0得点（2007年-2019年）[2]

| 北朝鮮代表 | 国際Aマッチ | 国際Aマッチ |
| 年         | 出場        | 得点        |
| ---------- | ----------- | ----------- |
| 2007       | 4           | 0           |
| 2008       | 16          | 0           |
| 2009       | 11          | 0           |
| 2010       | 12          | 0           |
| 2011       | 11          | 0           |
| 2012       | 12          | 0           |
| 2013       | 5           | 0           |
| 2014       | 2           | 0           |
| 2015       | 15          | 0           |
| 2016       | 8           | 0           |
| 2017       | 10          | 0           |
| 2018       | 7           | 0           |
| 2019       | 3           | 0           |
| 通算       | 116         | 0           |